# Студенец (Смолянская область)
Студенец (болг. Студенец) — село в Болгарии. Находится в Смолянской области, входит в общину Чепеларе. Население по последней переписи — 9 человек (2021). Исторически имело название Савтыште, в 1934—1951 годах Владиково.

## История
До 1885 года село находилось на территории Восточной Румелии. По переписи 1887 года учтено как село Савтыште общины Хвойна Рупчосской околии округа Пловдив. По переписи 1892 года в селе было 53 здания
К 1900 году село перешло в общину Малево околии Станимака округа Пловдив. По переписям 1900 и 1905 годов в селе числилось 64 здания, а в 1910 году — 77 зданий.
В 1914 году помаки, коренные жители села, эмигрировали в Турцию, на их место переселилась часть жителей села Малево. По переписи 1920 года в селе Савтыште той же общины было 56 зданий и 28 домохозяйств, а по переписи 1926 года — 37 зданий и 23 домохозяйства.
В 1934 году — село Владиково (переименовано 14 августа того же года) общины Оряхово Асеновградской околии Пловдивской области, в котором по переписи было 29 домохозяйств в 33 жилых зданиях.
С 1949 года — в составе общины Оряхово Асеновградской околии Пловдивского округа. 27 ноября 1951 года село Владиково было переименовано в Студенец. 17 декабря 1955 года оно перешло в общину Хвойна. В 1959 году околии были ликвидированы, и село вошло в состав общины Хвойна Смолянского округа. С конца 1961 по конец 1978 года — вновь в общине Оряхово (с начала 1966 года — Орехово), затем опять в общине Хвойна.
С 1 сентября 1987 года село находилось в Пловдивской области (9 октября 1987 года перешло в состав общины Чепеларе), а с 1999 года — во вновь образованной Смолянской области.

## Население
| 1884 | 1887 | 1892 | 1900 | 1905 | 1910 | 1920 | 1926 | 1934 | 1946 | 1956 | 1965 | 1975 | 1985 | 1992 | 2001 | 2011 | 2021 |
| ---- | ---- | ---- | ---- | ---- | ---- | ---- | ---- | ---- | ---- | ---- | ---- | ---- | ---- | ---- | ---- | ---- | ---- |
| 302  | 303  | 286  | 364  | 417  | 450  | 124  | 108  | 154  | 170  | 180  | 77   | 33   | 24   | 21   | 6    | 5    | 9    |

### Национальный состав
В течение первых шести переписей 1884—1910 годов практически все переписанные были помаками, также присутствовало незначительное количество болгар. В 2011 году все были болгарами.

### Возрастно-половой состав
По переписи 2021 года в селе проживало 9 человек: один мужчина и одна женщина возрастом 55—59 лет, два мужчины и три женщины возрастом 70—74 года и один мужчина и одна женщина возрастом 80—84 года. По переписи 2011 года — 5 человек (один мужчина и две женщины возрастом 60—64 года и два мужчины возрастом 70—74 года), все они были экономически неактивны.

## Достопримечательности
- Часовня святого Илии в горах невдалеке от села.

## Политическая ситуация
Кмет (мэр) общины Чепеларе — Боран Смилков Хаджиев (ГЕРБ). Кметским наместником в селе Малево до недавнего времени была Виолета Димитрова Бакалска, умершая 12 августа 2024 года.